# Antonio Rivas Mercado
Antonio Rivas Mercado (Tepic, 23 febbraio 1853 – Città del Messico, 3 gennaio 1927) è stato un architetto messicano.

## Biografia
Nato nel 1853, era figlio di Luigi Rivas Góngora e di Eleonora Mercado. Dopo le scuole elementari, frequentò dall'età di undici anni, per volere dei genitori, il college inglese Stonyhurst ed ebbe la sua formazione ginnasiale a Bordeaux, frequentando poi i corsi di arte e architettura fino al 1878 presso l'École des beaux-arts di Parigi e visitò anche l'Italia e la Spagna, per poi rientrare nel 1879 in Messico ove tenne lezioni di architettura e ingegneria civile. Nel 1894 sposò Matilde Castellanos Haff, che gli diede cinque figli, tra i quali Antonieta Rivas Mercado, nata nel 1900 e divenuta poi scrittrice. Dal 1903 al 1912 fu Direttore della Scuola Nazionale Messicana di Belle Arti (ENBA). Dopo la realizzazione dietro suo progetto della Colonna dell'indipendenza a Città del Messico, tornò ancora una volta a Parigi fino al 1926, e dopo di che rientrò nuovamente in Messico dove morì nel 1927.

## Progetti e costruzioni
- Teatro Juárez in Guanajuato
- Convento di San Diego

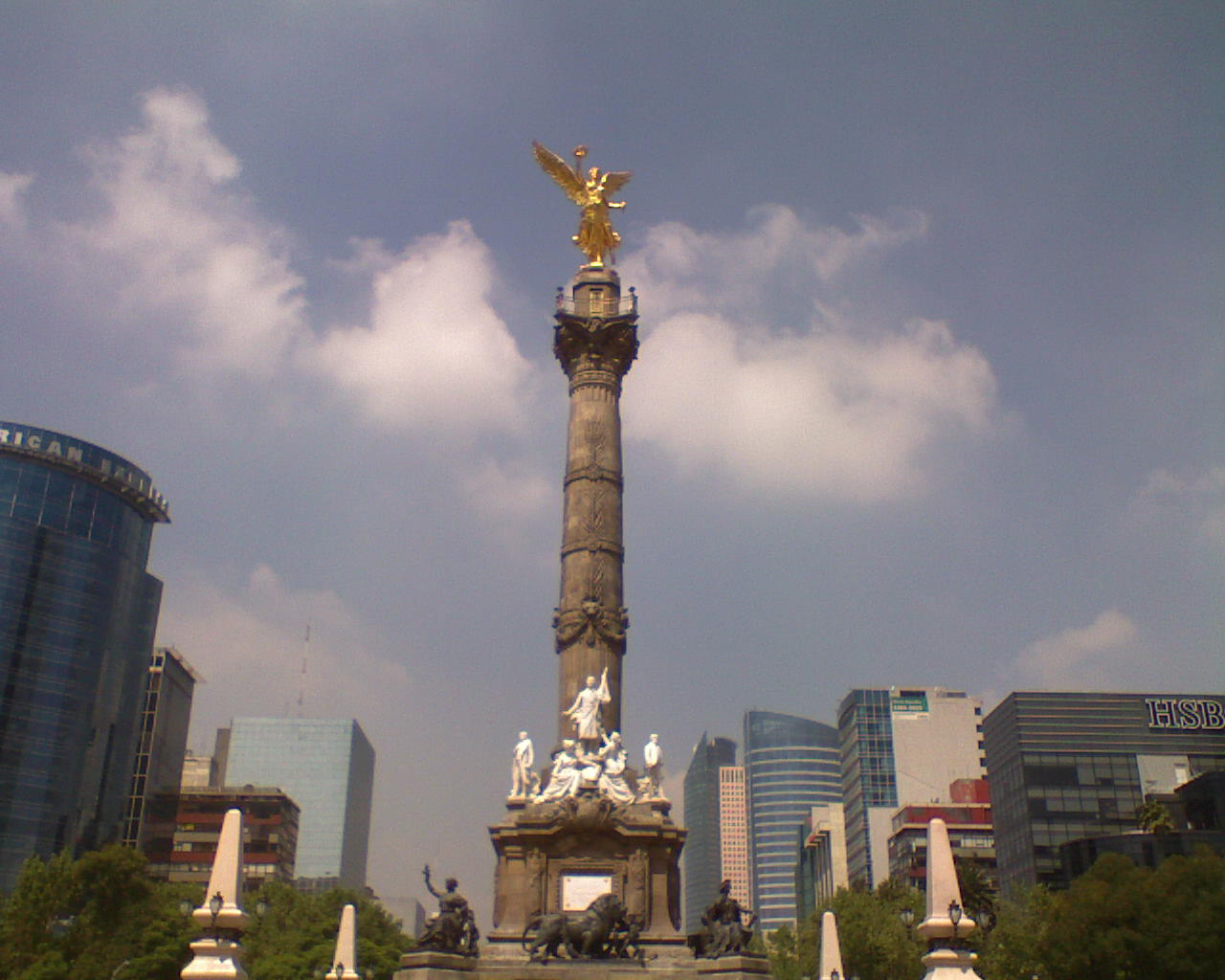
L'angelo dell'Indipendenza, Città del Messico

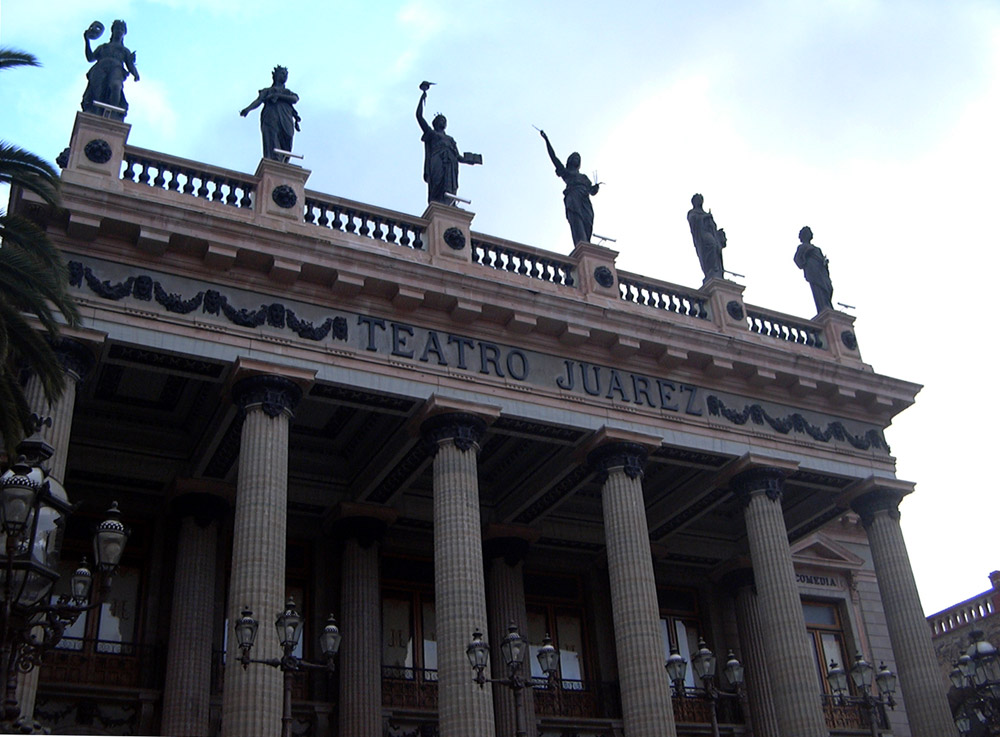
Teatro Juárez, Guanajuato

- Museo delle Cere a Città del Messico
- Edificio doganale delle Ferrovie a Tlatelolco
- Palazzo comunale, Tlalpan
- Calle de Londres 6, Città del Messico
- Calle de Héroes 45, Città del Messico
- Unità abitative per Manuel del Refugio González Flores, Serapio Rendón, Antonio Caso e sua sorella Juana Rivas de Torres in Juárez 18, come anche la sua tomba nel Panteón Francés
- Progetti del Palazzo legislativo San Lazzaro (uno in stile inglese e l'altro in stile francese)
- Progetto della Colonna dell'indipendenza a Città del Messico
  - Incarico di Porfirio Díaz
  - Sculture di Enrique Alciati
  - Supervisione: Gonzalo Garita e Manuel Gorozpe
  - Termine dei lavori: 16 settembre 1910

## Ulteriori opere
- Restaurazione della facciata del vecchio Municipio a Città del Messico
- Lavori di decorazione nell'ambito del Palazzo Nazionale, in particolare nella Sala Panamericana
- Ristrutturazione degli edifici della direzione della Hacienda de Chapingo, Texcoco (dal 1923 Università Autonoma di Chapingo)
- Ristrutturazione della Hacienda de Santa María Tecajete, Hidalgo
- Ristrutturazione dell'Espejel-Ranch, Hidalgo
- Ristrutturazione della Hacienda de San Antonio Ometusco, Messico